# Neognomidolon poecilum
Neognomidolon poecilum là một loài bọ cánh cứng trong họ Cerambycidae.